# Петер Палоташ
Петер Палоташ (угор. Palotás Péter), уроджений Петер Потелецький (угор. Poteleczky Péter, 27 червня 1929, Будапешт — 17 травня 1967, Будапешт) — угорський футболіст, що грав на позиції нападника за клуб МТК, а також національну збірну Угорщини.
Олімпійський чемпіон Гельсінкі. Триразовий чемпіон Угорщини. Володар кубка Угорщини і Кубка Мітропи.

## Клубна кар'єра
У футболі дебютував 1950 року виступами за команду МТК, кольори якої і захищав протягом усієї своєї кар'єри гравця, що тривала десять років.  Більшість часу, проведеного у складі МТК, був основним гравцем атакувальної ланки команди. У складі МТК був одним з головних бомбардирів команди, маючи середню результативність на рівні 0,68 голу за гру першості. За цей час тричі виборював титул чемпіона Угорщини, ставав володарем кубка Угорщини і Кубка Мітропи.

## Виступи за збірну
1950 року дебютував в офіційних матчах у складі національної збірної Угорщини. Протягом кар'єри у національній команді провів у її формі 24 матчі, забивши 18 голів.
У складі збірної був учасником  футбольного турніру на Олімпійських іграх 1952 року у Гельсінкі, здобувши того року титул олімпійського чемпіона.
У складі збірної був учасником чемпіонату світу 1954 року у Швейцарії, де зіграв з Південною Кореєю (9-0) і в півфіналі з Уругваєм (4-2). Здобув звання віце-чемпіона світу.
Помер від серцевої недостатності 17 травня 1967 року на 38-му році життя у місті Будапешт.

## Титули і досягнення
- Олімпійський чемпіон: 1952
- Віце-чемпіон світу: 1954
- Чемпіон Угорщини (3):

МТК: 1951, 1953, 1957—1958
- Володар кубка Угорщини (1):

МТК: 1951—1952
- Володар Кубка Мітропи (1):

МТК: 1955
- Футболіст року в Угорщині (1): 1951